# زلترس (اتحاد إداري)
اِتِّحاد زِلتِرسِ (بالأَلمانِيَّة: Verbandsgemeinden Selters) هُو اِتِّحاد إِدارِي أَلمانِيَّ في مِنطَقَة ڤِيستر ڤَآلد كرآيس التَّابِعة لِمُحافظة كُوبلنز في وِلاَية رَآينٌ لَاند - بفَآلز في جُمهُوريَّة أَلمَانيَا الاِتّحاديّة. ويضُمُّ اِتِّحاد زِلتِرسِ مدِينة واحِدة، وعِشرُون بَلدة بمِساحة تُقَدَّر بحَوالَي 111 كم².

## مُدُن وبلدَات اِتِّحاد رِنِّرُود
يضُمُّ اِتِّحاد زِلتِرسِ مدِينة واحِدة، وعِشرُون بَلدة بمِساحة تُقَدَّر بحَوالَي 111 كم². وهي كالتَّالي:

### المُدُن
| اِسم المدِينة | ٱلِٱسم بالأَلمانِيَّة | عَدد السُكَّان | المِساحَة (كم²) |
| ----------- | ---------------- | ---------- | ------------- |
| مدِينة زِلتِرسِ | Stadt Selters    | 2٬795      | 9             |

### البلدَات
| اِسم البلدَة        | ٱلِٱسم بالأَلمانِيَّة        | عَدد السُكَّان | المِساحَة (كم²) |
| ----------------- | ----------------------- | ---------- | ------------- |
| بَلْدَة إِلِينٌهَآوزِنٌ    | Gemeinde Ellenhausen    | 286        | 2             |
| بَلْدَة إِڤِيشهَآوزِنٌ    | Gemeinde Ewighausen     | 237        | 3             |
| بَلْدَة فرَآيلِينغِنٌ    | Gemeinde Freilingen     | 659        | 4             |
| بَلْدَة فرَآيرآخدُورف  | Gemeinde Freirachdorf   | 651        | 4             |
| بَلْدَة غُود دِيرت     | Gemeinde Goddert        | 442        | 2             |
| بَلْدَة هَارتِنٌفِيلِس    | Gemeinde Hartenfels     | 804        | 8             |
| بَلْدَة هِيرشبَآخ      | Gemeinde Herschbach     | 2٬771      | 16            |
| بَلْدَة كرُومِّل        | Gemeinde Krümmel        | 319        | 2             |
| بَلْدَة مَارِينرآخدُورف | Gemeinde Marienrachdorf | 996        | 5             |
| بَلْدَة مَارُوت        | Gemeinde Maroth         | 247        | 3             |
| بَلْدَة مَاكسزَاينٌ     | Gemeinde Maxsain        | 1٬096      | 14            |
| بَلْدَة نُوردهُوفِنٌ     | Gemeinde Nordhofen      | 542        | 4             |
| بَلْدَة كُويرنٌبَآخ     | Gemeinde Quirnbach      | 481        | 3             |
| بَلْدَة رُوكِرُوت       | Gemeinde Rückeroth      | 505        | 3             |
| بَلْدَة شِنكِلبِيرغٌ     | Gemeinde Schenkelberg   | 604        | 4             |
| بَلْدَة زِيسِّنٌهَآوزِنٌ    | Gemeinde Sessenhausen   | 911        | 5             |
| بَلْدَة شتَآينِينٌ      | Gemeinde Steinen        | 256        | 4             |
| بَلْدَة ڤِيلبَآخ       | Gemeinde Vielbach       | 549        | 5             |
| بَلْدَة ڤَآيدِنٌهَآنٌ     | Gemeinde Weidenhahn     | 579        | 3             |
| بَلْدَة ڤُولفِرلِينغِنٌ   | Gemeinde Wölferlingen   | 482        | 8             |

## وُصلات خارجيّة
- صفحة اِتِّحاد زِلتِرسِ الرّسميّة (باللُّغَةُ الألمانِيّة).

## مَراجع
1. ↑  "معلومات عن زلترس (اتحاد إداري) على موقع viaf.org". viaf.org. مؤرشف من الأصل في 2016-12-07.
2. ↑  "معلومات عن زلترس (اتحاد إداري) على موقع d-nb.info". d-nb.info. مؤرشف من الأصل في 2019-12-30.